# Катаріна Райс
Катаріна Райс (нім. Katharina Reiß; 17 квітня 1923, Райнгаузен — 16 квітня 2018, Мюнхен) — німецька мовознавиця й перекладачка. Її праці є важливими в галузі перекладознавства. Вона широко відома як співзасновниця Скопос-теорії.

## Біографія
Катаріна Райс народилася в Райнгаузені, невеликому містечку на лівому березі Рейну, через річку від Дуйсбурга, до якого воно згодом було приєднане в адміністративних цілях. Вона склала шкільний випускний іспит у 1940 році й продовжила навчання в 1941-1944 роках в Інституті синхронного перекладу Гейдельберзького університету, де отримала свій перший ступінь «професійного перекладача». 1944-1970 роки вона викладала на кафедрі іспанської мови в цьому інституті. У 1951-1954 роках вона поєднувала викладацьку роботу з вивченням філології, здобувши докторський ступінь у 1954 році за роботу про іспанського письменника-журналіста Леопольдо Аласа (також відомого під псевдонімом Кларін).
У 1965-1970 роках вона очолювала кафедру іспанської мови в інституті, а потім переїхала до Вюрцбурга, де в 1971 році обійняла посаду наукового керівника Семінару романських мов. Райс отримала габілітацію (вищу академічну кваліфікацію) в Майнцькому університеті за свою науково-дослідницьку роботу, пов'язану з так званими «Оперативними типами тексту» (нім. zum operativen Texttyp). Через рік вона прийняла контракт на викладання перекладознавства в університетському кампусі Гермерсгайм, недалеко від кордону з Ельзасом. На той час вона вже виступала зі своєю перекладознавчою спеціалізацією на наукових конференціях та подібних заходах у різних університетах Німеччини принаймні з 1967 року. Пізніше, під час зимового семестру 1994/1995 років, Райс була запрошеною професоркою у Відні, де читала цикл лекцій для навчання письмового та синхронного перекладу.
Катаріна Райс померла 16 квітня 2018 року, за день до свого 95-річчя. Її колишня учениця Крістіан Норд написала вдячний відгук, в якому описала Райс як «суворої, але справедливої вчительки з дуже тонким почуттям гумору».

## Наукова діяльність
Завдяки майже 90 публікаціям і лекціям у більш ніж 20 країнах Катаріна Райс вважається одним із провідних сучасних перекладознавців. Разом із Гансом Вермеєром вона є співзасновницею так званої теорії перекладу Скопоса.
З метою створення стандартної термінологічної структури перекладознавства, у своїй габілітаційній дисертації вона запропонувала класифікувати кожен текст для перекладу за одним з чотирьох типів текстів. Екстраполюючи модель «Органону» Карла Бюлера, тексти слід диференціювати відповідно до їхніх функцій, які вона визначає як «інформативні», «експресивні» або «оперативні». Вона пропонує четвертий тип: «аудіомедійний», який охоплює тексти, що передають інформацію за допомогою не лише мови, але й інших засобів комунікації, наприклад, акустичних, графічних чи інших технічних.